# Tookyo Games
Tookyo Games是日本的一家独立电子游戏开发商，于2017年创立，2018年9月11日公布，创立者包括原Spike Chunsoft弹丸论破系列脚本小高和刚、作曲高田雅史，以及极限脱出系列脚本打越钢太郎。此外，加入公司的还有弹丸论破系列画师小松崎类、画师岛户莉瑠、脚本作家中泽工和小说家小泉阳一朗。
Tookyo Games正在进行3个电子游戏的企划，其中一个与Spike Chunsoft共同开发。

## 历史
在完成动画《槍彈辯駁3 －The End of 希望峰學園－》的剧本和游戏《新弹丸论破V3 大家的自相残杀新学期》的脚本工作后，游戏制作人小高和刚与弹丸论破系列的其他两位成员高田雅史和小松崎类讨论下一步的去向。小松崎类将极限脱出系列的制作人打越钢太郎介绍给了小高和刚，小高、打越和高田三人决定从Spike Chunsoft独立，创立新的独立游戏制作公司。
2017年，小高和刚创办了Tookyo Games。Too Kyo的名字改自东京的英语“Tokyo”，其中“Too”是英语中“太、过于”的意思，而“Kyo”则是日语中的罗马音。这个名字在小高和刚前往法国时，在得到当地粉丝称赞后最终确定了下来。
2018年9月9日，《Fami通》在其杂志中刊登“一位知名游戏制作人将会创立一个谜之新游戏会社Tookyo Games”，并连续三天每天披露一位游戏制作人对该制作人的评论。11日，Fami通公开了会社的7位成员，同时公布了正在进行的四个企划：
- 游戏“小高&打越共同脚本作品！'极限'×'绝望'”（小高&打越共同シナリオ作品！“極限”×“絶望”）
- 动画“全·员·恶·玉”（アクダマドライブ）
- 游戏“孩子们的，从孩子们中来的，为了孩子们的死亡游戏”（子供たちの、子供たちによる、子供たちの為のデスゲーム）
- 游戏“由Spike Chunsoft×Tookyo Games呈献 黑暗幻想风悬疑作品”（スパイク・チュンソフト×トゥーキョーゲームスで贈る ダークファンタジー風ミステリー）。

其中，正在制作的作品将会在发布后2至3年左右发售。
小高和刚认为，创立工作室是创作者的野心，而Tookyo Games的目标是创造新的IP，并将在这4款作品结束后以7名成员为中心制作独立游戏。同时，未来某个时间他也可能会重回弹丸论破系列的制作。

## 作品列表

### 電子遊戲
- 終結降臨（2020年），與ESQUADRA共同開發
- World's End Club（2020年），與Grounding Inc.（日语：グランディング）共同開發
- 超偵探事件簿 霧雨謎宮（2023年），與Spike Chunsoft共同開發
- TRIBE NINE（2025年），與曉數碼（日语：アカツキ (企業)）共同開發
- 百日戰記 -最終防衛學園- （2025年），與Media.Vision（日语：メディア・ビジョン）共同開發
- 終天教團（日语：終天教団）（2025年），與DMM GAMES共同開發

### 電視動畫
- 全員惡玉（2020年）：原作
- TRIBE NINE（2022年）：原作

## 外部連結
- 官方网站